# Bahnhof Yamate
Der Bahnhof Yamate (jap. 山手駅, Yamate-eki) ist ein Bahnhof auf der japanischen Insel Honshū. Er befindet sich in der Präfektur Kanagawa auf dem Gebiet der Stadt Yokohama, genauer im Bezirk Naka-ku.

## Verbindungen
Yamate ist ein Zwischenbahnhof an der Negishi-Linie, die im Bahnhof Yokohama mit der Keihin-Tōhoku-Linie verknüpft ist. Durchgehende Nahverkehrszüge verbinden Ōmiya in der Präfektur Saitama mit Ueno, Tokio, Shinagawa, Kawasaki, Yokohama und Ōfuna. Hinzu kommen während der Hauptverkehrszeit mehrere Züge der Yokohama-Linie, die von Hashimoto her kommend über die übliche Endstation Sakuragichō hinaus ebenfalls nach Ōfuna verkehren. An Werktagen werden tagsüber je Stunde acht bis elf Züge angeboten, während der Hauptverkehrszeit 12 bis 15. Auf dem kleinen Bahnhofsvorplatz halten zwei städtische Buslinien.

## Anlage
Der Bahnhof steht im Stadtteil Tateno, der zum Bezirk Naka-ku gehört. Die auf einem Viadukt zwischen zwei Tunneln befindliche Anlage ist von Norden nach Süden ausgerichtet und besitzt zwei Gleise, die beide dem Personenverkehr dienen. Sie liegen an zwei vollständig überdachten Seitenbahnsteigen. Das Empfangsgebäude ist unter dem Viadukt angeordnet und ist von beiden Seiten her zugänglich. Treppen, Aufzüge und Rolltreppen führen hinauf zu den Bahnsteigen.
Im Fiskaljahr 2018 nutzten durchschnittlich 17.592 Fahrgäste täglich den Bahnhof. Dies ist der niedrigste Wert aller Bahnhöfe an der Negishi-Linie, wegen der Nähe zu mehreren Schulen gibt es während der morgendlichen Hauptverkehrszeit dennoch größere Menschenmengen.

## Bilder

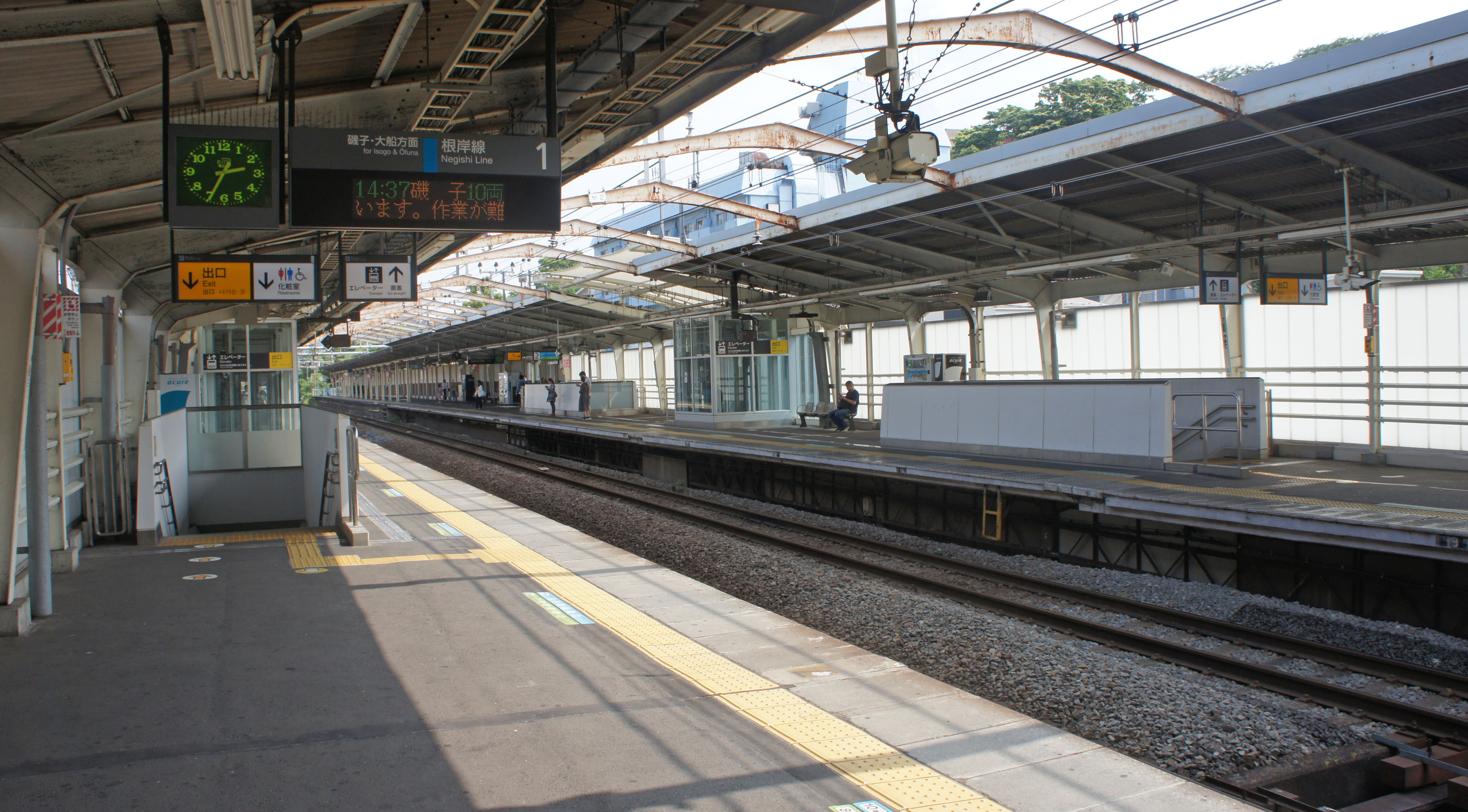
Bahnsteige
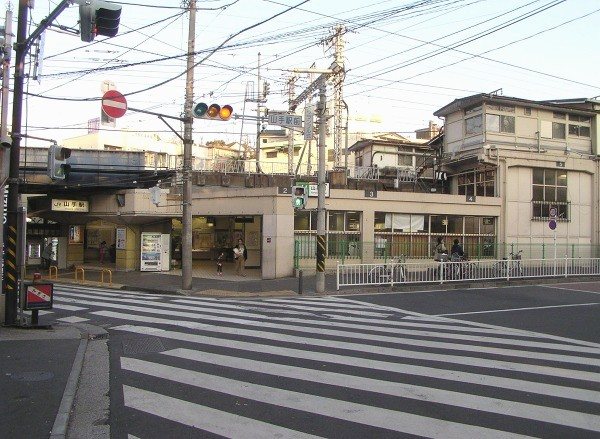
Altes Empfangsgebäude (2006)
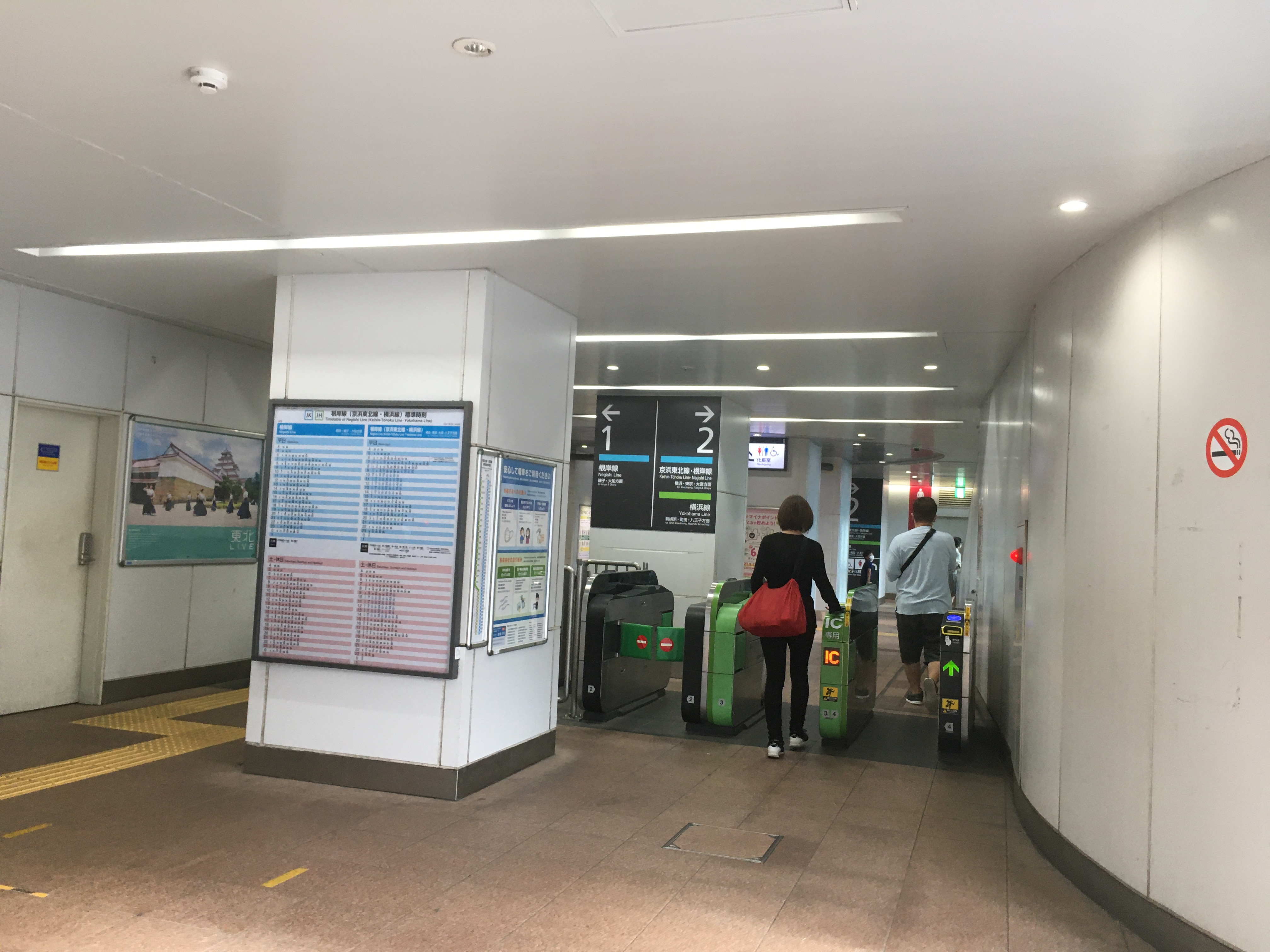
Innenansicht

## Gleise
| 1 | ▉ Negishi-Linie  | Isogo • Ōfuna                   |
| 2 | ▉ Negishi-Linie  | Yokohama • Tokio • Ueno • Ōmiya |
| 2 | ▉ Yokohama-Linie | Yokohama • Machida • Hachiōji   |

## Linien
| Verlauf der Keihin-Tōhoku-Linie / Negishi-Linie |
| --- |
| Ōmiya • Saitama-Shintoshin • Yono • Kita-Urawa • Urawa • Minami-Urawa • Warabi • Nishi-Kawaguchi • Kawaguchi • Akabane • Higashi-Jūjō • Ōji • Kami-Nakazato • Tabata • Nishi-Nippori • Nippori • Uguisudani • Ueno • Okachimachi • Akihabara • Kanda • Tokyo • Yūrakuchō • Shimbashi • Hamamatsuchō • Tamachi • Takanawa Gateway • Shinagawa • Ōimachi • Ōmori • Kamata • Kawasaki • Tsurumi • Shin-Koyasu • Higashi-Kanagawa • Yokohama • Sakuragichō • Kannai • Ishikawachō • Yamate • Negishi • Isogo • Shin-Sugita • Yōkōdai • Kōnandai • Hongōdai • Ōfuna |

## Geschichte
Die Japanische Staatsbahn eröffnete den Bahnhof am 19. Mai 1964, zusammen mit der Verlängerung der bisher in Sakuragichō endenden Negishi-Linie nach Isogo. Im Rahmen der Staatsbahnprivatisierung ging er am 1. April 1987 in den Besitz der neuen Gesellschaft JR East über. Um einen barrierefreien Zugang zu ermöglichen, wurde rund 50 Meter südlich des ursprünglichen Standorts ein neues Empfangsgebäude errichtet und das alte daraufhin abgerissen. Die Eröffnung des Neubaus erfolgte nach knapp zweijähriger Bauzeit am 24. März 2013.